# Guerreros de Guerrero Cumple
Los Guerreros de Guerrero Cumple fue un equipo que participó en la Liga Nacional de Baloncesto Profesional con sede en Chilpancingo, Guerrero, México.

## Historia
Los Guerreros de Guerrero Cumple participan en la Liga Nacional de Baloncesto Profesional desde la temporada 2012-2013. El equipo está bajo la dirección de Florencio Calixto Galeana quien es Presidente de la Promotora de Baloncesto Profesional “Guerrero Cumple” y su sede principal es el gimnasio Adrián Castejón donde se llevan a cabo los juegos.
El equipo fue presentado oficialmente en el zócalo de Chilpancingo en donde asistió en representación del Gobernador del estado de Guerrero, el profesor Gonzalo Calvo Mejía, director del INDEG, además de que se presentó a los integrantes del equipo. También se hizo la presentación del grupo de animadoras llamadas Guerreras Dancer's.

## Jugadores

### Roster actual
Temporada 2012-2013
Equipo Técnico
| Reg. | Nombre                       | Clase                   | Nacionalidad | Estatus |
| ---- | ---------------------------- | ----------------------- | ------------ | ------- |
| 132  | Marcelo Rafael Elusich Kerke | Entrenador              | Argentina    | -       |
| 374  | Juan Carlos Calixto Galena   | Asistente de Entrenador | México       | Alta    |
| 204  | Óscar Cárdenas Torres        | Terapeuta               | México       | -       |

Jugadores
| Reg. | Nombre                            | Camiseta | Estatura | Posición  | Nacionalidad   | Estatus        |
| ---- | --------------------------------- | -------- | -------- | --------- | -------------- | -------------- |
| 1953 | Fernando Calixto Cuevas           | 4        | 1.85 m.  | 1 - 2     | México         | -              |
| 1954 | Orlando Diego Toralva             | 5        | 1.90 m.  | 2 - 3     | México         | -              |
| 1988 | Arquímides Ocampo Calixto         | 6        | 1.90 m.  | 3         | México         | -              |
| 1955 | Jesús Enrique Calvo Rivera        | 7        | 1.98 m.  | 4 - 5     | México         | -              |
| 1989 | Gustavo Vega López                | 9        | -        | -         | México         | -              |
| 1990 | Gaudencio Calixto Cuevas          | 10       | 1.76 m.  | 2 - 3     | México         | -              |
| 1710 | Michael Vincent Hunter            | 11       | 1.75 m.  | 1 - 2     | Estados Unidos | -              |
| 1991 | José Luis Cariño Calvo            | 12       | 1.75 m.  | 1 - 2     | México         | -              |
| 1956 | Yitzahak Eliseo Castro Maciel     | 13       | 1.82 m.  | 1 - 2     | México         | -              |
| 1957 | Luis Fernando Hernández Lorenzana | 15       | -        | -         | México         | -              |
| 1958 | David Sergio Simental Cruz        | 17       | 2.03 m.  | 4 - 5     | México         | -              |
| 2023 | Ángel L. Álamo                    | 19       | -        | 3 - 4 - 5 | Puerto Rico    | Alta           |
| 1959 | Roberto Aguilar Neri              | 20       | 2.05 m.  | 5         | México         | -              |
| 1960 | Travis James Gabbidon             | 21       | 2.01 m.  | 4 - 5     | Estados Unidos | -              |
| 1994 | Christopher Alexander Kaba        | 23       | 2.03 m.  | 3 - 4     | Estados Unidos | Baja Protegido |
| 1613 | Justin Cristopher Ávalos Burch    | 24       | -        | -         | México         | Alta           |
| 2027 | Shannon Jerod Shorter             | 25       | -        | -         | Estados Unidos | Alta           |

Jugadores dados de baja
| Reg. | Nombre                 | Camiseta | Estatura | Posición | Nacionalidad   | Estatus    |
| ---- | ---------------------- | -------- | -------- | -------- | -------------- | ---------- |
| 1993 | Alexander Naresh Raj   | 16       | 2.01 m.  | 4 - 5    | Estados Unidos | Baja Libre |
| 1992 | Nelson Castillo Toledo | 14       | 1.90 m.  | 3 - 4    | México         | Baja Libre |

### Jugadores destacados
Kelvin Guzmán Rojas, Jersey #7 posición;1-2… Estatura;1.75m. Campeón anotador del estado de Guerrero.